# Brand New Morning
Brand New Morning è il tredicesimo album del gruppo AOR/hard rock britannico Magnum. Il disco è uscito nel 2004 per l'etichetta discografica SPV GmbH.

## Tracce
1. Brand New Morning – 6:17
2. It's Time to Come Together – 4:37
3. We All Run – 4:53
4. The Blue and the Grey – 5:54
5. I'd Breathe for You – 6:27
6. The Last Goodbye – 6:28
7. Immigrant Son – 5:35
8. Hard Road – 5:21
9. The Scarecrow – 9:50

## Formazione
- Mark Stanway - tastiere
- Tony Clarkin - chitarra
- Bob Catley - voce
- Al Barrow - basso
- Harry James - batteria